# Joan Margarit i Pau
Joan Margarit i Pau (Girona, 1422 - Roma, 21 de novembre de 1484) fou bisbe d'Elna entre 1452 i 1462, després de Girona fins al 1484 i també des de 1483 cardenal. Fou un home de confiança dels reis Joan II i Ferran el Catòlic, home clau del bàndol reialista durant la Guerra Civil catalana, protegint Joan el Sense Fe i Joana Enríquez durant el Setge de la Força Vella i participant en la defensa del Setge de la Bisbal d'Empordà en 1465.
Fill de Joan Margarit i de Peguera i de Caterina de Pau, estudià a Itàlia i, durant la segona meitat del segle xv va tenir una presència activa a Itàlia: va ser cardenal, però també ambaixador d'Alfons el Magnànim davant el rei de França, ambaixador de Joan II en el congrés de Màntua, ambaixador de Ferran el Catòlic davant el Senat venecià, per acabar sent nunci papal per a la Corona d'Aragó.
Va morir a Roma i fou enterrat provisionalment a l'església de Santa Maria del Popolo: la voluntat de Margarit era que les restes fossin portades a la Catedral de Girona, però el trasllat mai no és feu. El 2016, el periodista i filòleg Sergi Rodríguez López-Ros afirma creure haver trobat la tomba de Joan Margarit i Pau a la referida església romana.
Fou un literat que va marcar el pas de l'estètica medieval a la renaixentista, va escriure diverses obres en llatí com els Paralipomena Hispaniae i la Corona Regum, un tractat de pedagogia dedicat a Ferran el Catòlic. Definit fins i tot com el gironí internacionalment més influent de tots els temps, és considerat com un dels més importants representants de l'humanisme a Catalunya.
Sobresurt també com a promotor d'obres d'art. Es creu que va impulsar la realització del sepulcre del seu oncle, el bisbe Bernat de Pau (capella de sant Honorat de la Catedral de Girona) una obra molt representativa de l'escultura del gòtic tardà. El seu escut figura també en un extraordinari frontal d'altar que es conserva al tresor de la mateixa Catedral de Girona i on Joan Margarit hi apareix representat als peus de la Mare de Déu.